# Leccejski barok
Leccejski barok (italijansko barocco leccese)  je umetniški in arhitekturni slog, ki se je razvil med koncem 16. stoletja in prvo polovico 18. stoletja, zlasti v Lecceju in v preostalem delu Salenta; prepoznaven je po bleščečih dekoracijah, ki so značilne za stavbe. Slog, na katerega je vplivala španski plateresco, se je v Salentu razširil od sredine 17. stoletja po zaslugi dela lokalnih arhitektov, kot sta Giuseppe Zimbalo (1617-1710) in Giuseppe Cino (1644-1722).

## Pojav baroka v Lecceju in značilnosti
V 17. stoletju s špansko dominacijo, ki se je uveljavila nad aragonsko, je umetnost dobila nove oblike in opustila starodavno klasično obliko. Namen novega sloga je bil presenetiti in spodbuditi domišljijo in fantazijo.
Razcvet baročne umetnosti v Lecceju se je začel leta 1571, ko je bila z bitko pri Lepantu grožnja turških napadov dokončno odpravljena. Ta umetniški tok je eksplodiral v svojih najpomembnejših značilnostih, vendar šele v drugi polovici 17. stoletja in je trajal dobršen del 18. stoletja. Razširil se je po vsej pokrajini, ne le zaradi zgodovinskega konteksta, temveč tudi zaradi kakovosti lokalnega kamna 
pietra leccese, ki se je uporabljal; mehak in kompakten apnenec s toplimi in zlatimi toni, primeren za delo v kamnoseštvu.
Lecce, ki je bil do konca 16. stoletja utrjeno mesto, zbrano okoli velikega dela gradu Karla V., je zato doživel obdobje intenzivnega razvoja. Prav od verskih avtoritet, začenši s škofom Luigijem Pappacodo, je prišel zelo močan zagon za gradnjo stavb in spomenikov, ki so v skoraj dvesto letih oblikovali podobo mesta.
Novi slog se je sprva nanašal le na sakralne in stavbe plemičev, pozneje pa so baročno razkošje, cvetlični motivi, figure, mitološke živali, frizi in grbi zmagali tudi v zasebni arhitekturi, na fasadah, na balkonih in na portalih stavb.
Pri prenovi cerkva v skladu z novimi posttridentskimi liturgijami so bile številne stavbe srednjeveške gradnje »prenovljene«, tako da so jih olepšali s štukaturami, marmorjem in različnimi okrasi, ki so jim dali videz baročnih cerkva.
K rojstvu in razvoju leccejskega baroka so prispevali različni dejavniki: obdobje miru in politične stabilnosti, prisotnost v provincialnem mestu verskih redov protireformacije, "španska" miselnost in okus. Bogastvo kmetijskih in cvetličnih okrasnih elementov je naturalistična in solarna metafora »božje milosti«. Med najpogostejšimi sadeži so borov storž, simbol plodnosti in obilja; jabolko, simbol skušnjave, a tudi odrešitve; granatno jabolko, simbol Vstajenja, Cerkve (semena so verni), plodnosti; trta, Kristusov atribut, evharistični simbol, Kristusova kri v njegovem trpljenju.

## Arhitekti leccejskega baroka
Lecce je bil skupaj s Salentom obogaten z baročnimi stavbami in palačami, zahvaljujoč talentu lokalnih arhitektov, kot so Giuseppe Zimbalo, Giuseppe Cino, Gabriele Riccardi, Francesco Antonio Zimbalo, Gustavo Zimbalo, Cesare Penna, Mauro Manieri in Emanuele Manieri17 (Lecce –, tam, 1780).

## Primeri leccejskega baroka
Najpomembnejša baročna dela v Lecceju so Bazilika sv. Križa (1548-1646) in bližnja Palazzo del Government iz 17. stoletja; spektakularni trg Piazza del Duomo, na katerega gledata Duomo (1659-1670) in semenišče (1694-1709), na dvorišču katerega je vodnjak z bogato kiparsko ornamentiko, delo Giuseppeja Cina in cerkve Santa Irene, Santa Chiara, San Matteo; bazilika Janeza Krstnika, pozno delo Giuseppeja Zimbala, ki ga je dokončal Giulio Cesare Penna (1691-1718), z impresivno balustrado, okrašeno s trofejami rož; cerkev Carmine iz 18. stoletja Giuseppeja Cina (1711-1733).
Drugi baročni spomeniki v mestu so cerkev Gesù (v bolj rimskem slogu kot pravzaprav Lecce), cerkev Santa Chiara, cerkev Alcantarine in Palazzo Marrese.
V Gallipoliju v zgodovinskem središču se spomnimo sostolnice bazilike Sant'Agata, katere bogato okrašeno pročelje zaznamujejo niše s kipi in doprsnimi kipi svetnikov. V notranjosti triladijske cerkve so dragoceni baročni oltarji, vključno z glavnim oltarjem Cosima Fanzaga.

### V drugih centrih
- Matična cerkev v Casaranu
- Cerkev San Domenico iz Ceglie Messapica.
- Matična cerkev Francavilla Fontana
- Cerkev Maria Santissima della Croce, Francavilla Fontana
- Cerkev Križanega v Galatonu
- Samostan diskalciranih karmeličanov v Galipoliju
- Bazilika San Martino v Martina Franca
- Cerkev San Domenico v Martina Franca
- Oltar Marijinega rojstva v cerkvi San Gaetano di Bitonto
- Cerkev Madonne del Ponte v Avetrani
- Oltarji kapel cerkve samostana Maruggio
- Nekdanji samostan avguštincev v Melpignanu
- Matična cerkev Muro Leccese
- Guglia dell'Immacolata v Nardòju
- Univerzitetna palača v Nardòju
- Cerkev San Vito Martire (danesi muzej predklasičnih civilizacij južne Murgije) v Ostuniju
- Matična cerkev San Salvatore di Poggiardo
- Doževa palača San Cesario di Lecce
- Cerkev Marije vnebovzete Sternacije

## Predlog za uvrstitev med Unescovo dediščino
Pomen leccejskega baroka in baroka v Gallipoliju dokazuje dejstvo, da je bil vključen na "poskusni seznam" Unesca, medtem ko čakajo, da mesta Salenta (zlasti zgoraj omenjena) postanejo del "dediščine človeštva".